# Лосєва Олена Валентинівна
Олена Валентинівна Лосєва — сержант Збройних сил України, учасниця російсько-української війни, що відзначилася під час російського вторгнення в Україну. Герой України (2024) .

## Нагороди
- Звання Герой України з врученням ордена «Золота Зірка» (11 грудня 2024) — за особисту мужність і героїзм, виявлені у захисті державного суверенітету та територіальної цілісності України, самовіддане служіння Українському народові[2].